# Bocca da fuoco (film)
Bocca da fuoco (Firepower) è un film del 1979 diretto da Michael Winner, con Sophia Loren e James Coburn.

## Trama
Uno studioso viene ucciso quando sta per fornire le prove contro la pericolosità dei medicinali fabbricati da una potente industria. La vedova di questi si mette a caccia del magnate a cui appartiene l'azienda, con l'aiuto dell'ex agente della CIA Jerry Fanon. L'impresa si rivela sempre più assurda, perché la donna col passare del tempo si rivela più attaccata al denaro che alla causa di giustizia.